# Čína na Hopmanově poháru
Čína na Hopmanově poháru startovala ve dvou ročnících, a to v osmnáctém ročníku 2006, kdy prohrála v baráži o základní skupinu s Nizozemskem. Druhou účastí byl rok 2012, kdy do soutěže nastoupilo ve složení Wu Ti a Li Na.
Čína se také několikrát zúčastnila již zrušeného Asijského Hopmanova poháru, který se konal v letech 2006 až 2009. Vítězům zajišťoval postup do baráže Hopmanova poháru v následujícím kalendářním roce.

## Tenisté
Tabulka uvádí seznam čínských tenistů, kteří reprezentovali stát na Hopmanově poháru.
| Jméno       | Celkem V/P | Dvouhra V/P | Čtyřhra V/P | Poprvé | Počet startů |
| Li Na       | 3–3        | 3–0         | 0–3         | 2012   | 1            |
| Pcheng Šuaj | 1–1        | 1–0         | 0–1         | 2006   | 1            |
| Peng Sun    | 0–2        | 0–1         | 0–1         | 2006   | 1            |
| Wu Ti       | 0–6        | 0–3         | 0–3         | 2012   | 1            |

- V/P – výhry/prohry

## Výsledky
| Rok  | Fáze soutěže             | Místo konání         | Soupeř     | Výsledek | Stav   |
| ---- | ------------------------ | -------------------- | ---------- | -------- | ------ |
| 2006 | baráž o základní skupinu | Burswood Dome, Perth | Nizozemsko | 1–2      | prohra |
| 2012 | základní skupina         | Burswood Dome, Perth | Francie    | 1–2      | prohra |
| 2012 | základní skupina         | Burswood Dome, Perth | Španělsko  | 1–2      | prohra |
| 2012 | základní skupina         | Burswood Dome, Perth | Austrálie  | 1–2      | prohra |